# Чуровичі
Чуровичі (рос. Чуровичи) — село в Климівському районі Брянської області Російської Федерації.
Населення становить 1228 осіб. Входить до складу муніципального утворення Чуровицьке сільське поселення.

## Історія
Населений пункт розташований у межах українського етно-культурного регіону Стародубщини.
Від 2005 року входить до складу муніципального утворення Чуровицьке сільське поселення.

## Населення
| 2010 | 2013  |
| ---- | ----- |
| 1349 | ↘1228 |